# Janusz Bobik
Janusz Bobik, född den 17 december 1955 i Śródza i Polen, är en polsk ryttare.
Han tog OS-silver i lagtävlingen i hoppningen i samband med de olympiska ridsporttävlingarna 1980 i Moskva.